# Aleksander Nevskij Kirke
Alexander Nevskij Kirke er den eneste Russisk-ortodokse kirke i København. Kirken blev bygget af den russiske regering mellem 1881 og 1883 på baggrund af Prinsesse Dagmar af Danmark ægteskab med Alexander Alexandrovich den 9. november 1866 og deres senere kroning som zar Alexander III af Rusland og zarinde Maria Feodorovna. Kirken er dedikeret til den russiske skytshelgen Alexander Nevskij.

## Historie
Fra midten af 1700-tallet afholdt den russiske ambassade i København messe i et lille kapel i Laksegade og senere i Store Kongensgade. Alexander Nevskij Kirken blev bygget fra 1881 til 1883 af den russiske regering, Zar Alexander III stillede personligt midler til rådighed for opførelsen, et projekt foranlediget af hans dansk-fødte kone Maria Feodorovna, datter af Christian 9. af Danmark. Købet af grunden på Bredgade var arrangeret af Carl Frederik Tietgen og det er blevet rapporteret, at zaren misbilligede den valgte placering af religiøse grunde, da traditionen krævede at ortodokse kirker skulle være fritstående bygninger.
Kirken blev tegnet af den russiske arkitekt David Ivanovich Grimm, der var professor ved Det russiske kunstakademi i Sankt Petersborg. Hans projekt var tidligere blevet udvalgt blandt 15 poster i arkitektkonkurrence. Den danske arkitekt Albert Nielsen var byggeleder på byggeriet under tilsyn af Ferdinand Meldahl.
I september 1883 kom provst Janysev, kansler ved det teologiske akademi i Skt. Petersburg, til København for at indvie kirken, bistået af menighedens præst og en munk fra Aleksander Nevskij-klostret i Skt. Petersborg. Repræsentanter for de danske, russiske og græske kongelige familier var til stede ved ceremonien. 
Kirken hører under det Tyske Bispedømme i den Russisk Ortodokse Kirke uden for Rusland (eng. ROCOR). Dens bispeforstander er Metropolit Mark (Arndt) af Berlin og Tyskland.

## Arkitektur
Det ydre af kirken er domineret af de tre løgkupler på toppen af gavlen ud mod Bredgade. Designet er inspireret af 1600-tals russisk arkitektur. Facaden er udført i røde og grå mursten med sandstensudsmykninger. Højt på facaden, i en niche over klokkerne, står en statue af Alexander Nevskij, kirkens skytshelgen.
Kirkebygningen blev fredet i 1981.